# 排出係数
排出係数（はいしゅつけいすう）とは、通常1台の自動車が一定の距離を走行する時に排出される大気汚染物質の体積又は重量を表すことが多く、単位はg／（m・台）或いはml／（m・台）などとなる。
排出係数は、大気汚染物質の種類、車種（ガソリン車、ディーゼル車の燃料による区分、軽量車、中量車、重量車等の車両重量による区分、燃焼方式による区分）、走行速度、道路勾配（縦断勾配）、走行モード（＝定常走行か加速・減速区間か）などにより異なり、土木研究所などから関連の文献が出されている。
道路交通による大気汚染の予測などに際しては、道路構造条件、気象条件などとともに、基本となる条件のひとつである。